# Chip Ganassi Racing
Chip Ganassi Racing ist das in Concord, North Carolina ansässige Team des ehemaligen US-amerikanischen Rennfahrers Chip Ganassi. Der Rennstall ist in der IndyCar Series, der NASCAR Cup Series und der IMSA WeatherTech SportsCar Championship vertreten und war bis 2002 in der Champ-Car-Serie erfolgreich.

## Champ-Car
Ganassi gründete sein eigenes Team im Jahr 1990 mit dem Sponsor Target. 1992 erfolgte der Einstieg in die Champ-Car-Serie, die höchste US-amerikanische Monoposto-Rennserie, in der das Team mit vier aufeinanderfolgenden Meisterschaften einen Rekord aufstellte (Jimmy Vasser 1996, Alex Zanardi 1997 und 1998, Juan Pablo Montoya 1999); letzterer sogar als Rookie.

### Fahrer in der Champ-Car-Serie
| Saison | Nr. | Fahrer            |
| 1992   | 6   | Arie Luyendyk     |
| 1992   | 6   | Robby Gordon      |
| 1992   | 9   | Eddie Cheever     |
| 1993   | 10  | Arie Luyendyk     |
| 1994   | 8   | Michael Andretti  |
| 1994   | 18  | Maurício Gugelmin |
| 1995   | 4   | Bryan Herta       |
| 1995   | 12  | Jimmy Vasser      |
| 1996   | 4   | Alex Zanardi      |
| 1996   | 12  | Jimmy Vasser      |
| 1997   | 1   | Jimmy Vasser      |
| 1997   | 4   | Alex Zanardi      |
| 1997   | 4   | Arie Luyendyk     |

| Saison | Nr. | Fahrer            |
| 1998   | 1   | Alex Zanardi      |
| 1998   | 12  | Jimmy Vasser      |
| 1999   | 4   | Juan Montoya      |
| 1999   | 12  | Jimmy Vasser      |
| 2000   | 1   | Juan Montoya      |
| 2000   | 12  | Jimmy Vasser      |
| 2001   | 4   | Bruno Junqueira   |
| 2001   | 12  | Nicolas Minassian |
| 2001   | 12  | Memo Gidley       |
| 2002   | 4   | Bruno Junqueira   |
| 2002   | 12  | Kenny Bräck       |
| 2002   | 44  | Scott Dixon       |

## IndyCar Series

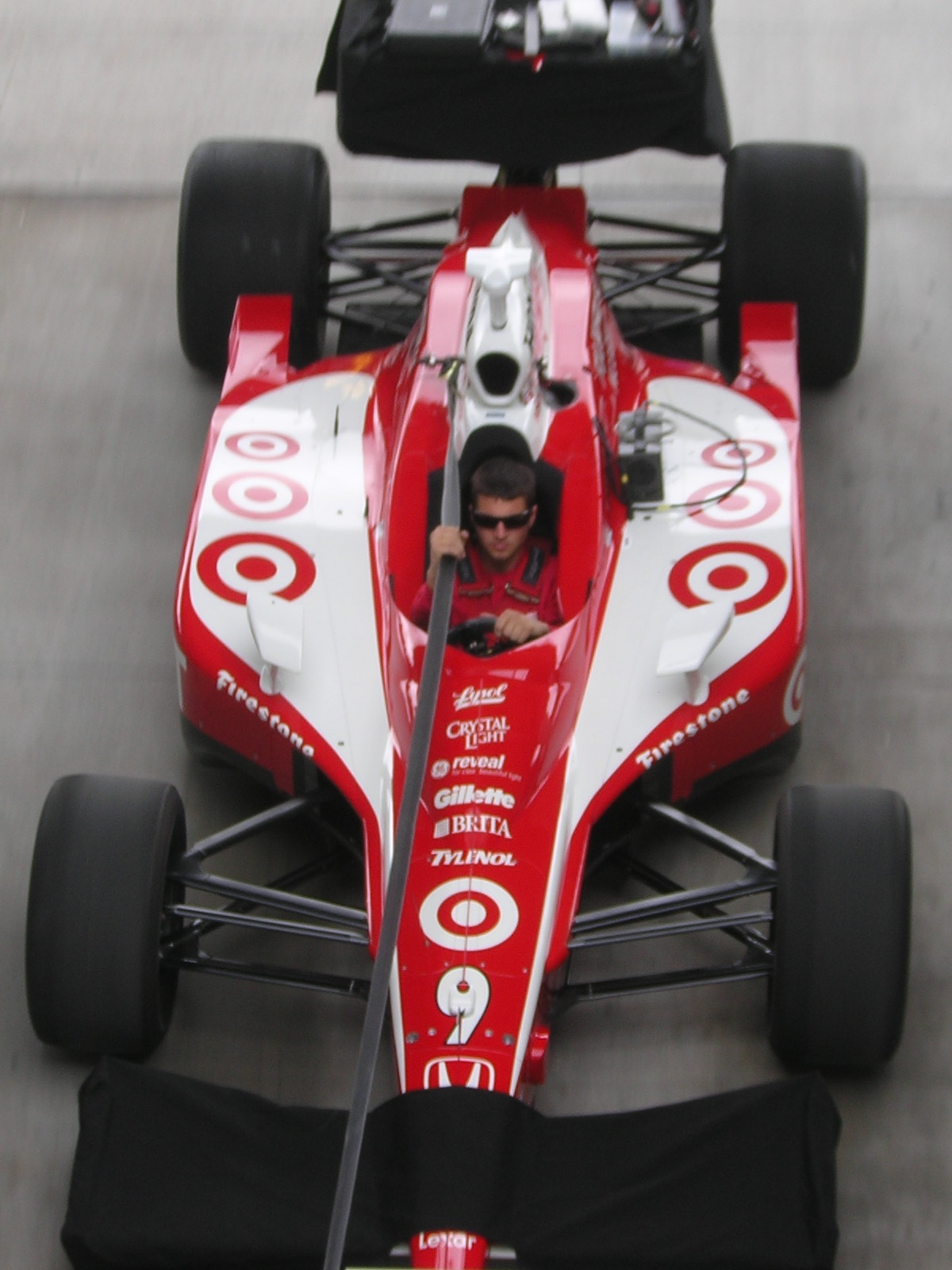
Scott Dixons Wagen bei der Vorbereitung zum Training für das 90. Indianapolis 500 im Jahre 2006

Im Jahr 2000 nahm Ganassi, mit den Champ-Car-Fahrern, am Indianapolis 500 teil. Dieses Rennen gewann Juan-Pablo Montoya, während Jimmy Vasser den siebten Platz erreichte. 2001 verdoppelte man die Beteiligung am Indianapolis 500: Während Jimmy Vasser, Bruno Junqueira und Tony Stewart die Positionen 4–6 belegten, fiel Nicolas Minassian früh mit einem Getriebeschaden aus. 2002 schrieb Ganassi Racing dann, mit Jeff Ward als Fahrer, ein Fahrzeug für die gesamten Indy Racing League ein. Kenny Bräck, Bruno Junqueira und Jimmy Vasser, ergänzten das Ein-Wagen-Team beim Indianapolis 500. Pole-Sitter Junqueira und Vasser fielen quasi zeitgleich wegen Getriebeschäden aus. Jeff Ward und Kenny Bräck erzielten den neunten und elften Platz.
2003 ging Ganassi Racing dann ausschließlich mit zwei Wagen in der Serie, die nun IndyCar Series hieß, an den Start, die Fahrer waren Scott Dixon und Tomas Scheckter. Während Dixon drei Rennen und die Meisterschaft gewann, wurde Scheckter durch Darren Manning ersetzt. Nach zwei wenig erfolgreichen Jahren, in denen sich diverse Fahrer am Steuer des Fahrzeugs mit der #10 Ganassi abwechselten, trat das Team seit 2006 mit dem von Andretti Green Racing abgeworbenen Dan Wheldon an. Außerdem wechselte man zur Saison 2006 von den Panoz G-Force auf die inzwischen in der Serie dominanten Dallara-Chassis. Scott Dixon fuhr weiterhin im Fahrzeug mit der Startnummer 9.
Mit der gleichen Fahrerbesatzung ging Ganassi auch in die beiden folgenden Jahre. Dixon gewann 2008 sein erstes Indianapolis 500 sowie den zweiten Titel in der Meisterschaft. Für die Saison 2009 wurde Wheldon durch Dario Franchitti ersetzt. Franchitti holte sowohl in seiner ersten Saison für Ganassi als auch in beiden kommenden Jahren den Titel in der IndyCar Serie und gewann 2010 und 2012 auch das Indianapolis 500 für Ganassi. Er fuhr bis einschließlich 2013 bei Ganassi, wobei er sich beim vorletzten Lauf in Houston bei einem Unfall eine schwere Verletzung zuzog, das letzte Saisonrennen ausließ und seine Karriere daraufhin beendete. Dixon gewann in dieser Saison zum dritten Mal den Titel in der IndyCar Serie.

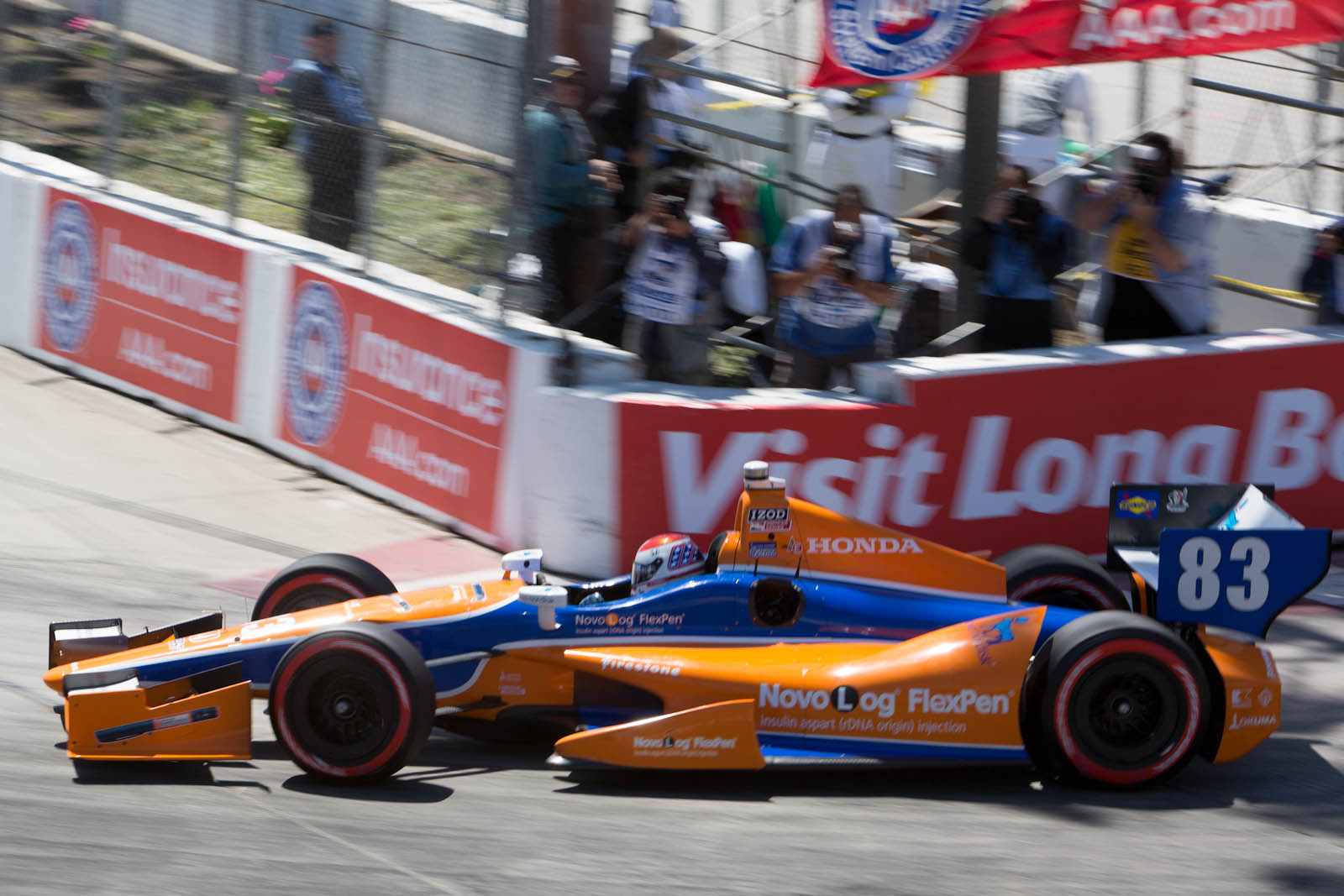
Charlie Kimball beim Toyota Grand Prix of Long Beach 2012

Seit 2011 setzt Ganassi zudem zwei weitere Fahrzeuge ein, die von einer Mannschaft, welches unabhängig von den beiden bestehenden Fahrzeuge ist, betreut werden. In diesem wurden 2011 und 2012 Charlie Kimball und Graham Rahal eingesetzt, welche in diesen beiden Jahren eine Podest-Platzierung errangen. 2013 fuhr dann nur noch Kimball in diesem Team und erzielte seinen ersten IndyCar-Sieg.

### Fahrer in der IndyCar Series
| Saison | Nr. | Fahrer            |
| 2000   | 9   | Juan Montoya      |
| 2000   | 10  | Jimmy Vasser      |
| 2001   | 33  | Tony Stewart      |
| 2001   | 44  | Jimmy Vasser      |
| 2001   | 49  | Nicolas Minassian |
| 2001   | 50  | Bruno Junqueira   |
| 2002   | 9   | Jeff Ward         |
| 2002   | 22  | Kenny Bräck       |
| 2002   | 33  | Bruno Junqueira   |
| 2003   | 9   | Scott Dixon       |
| 2003   | 10  | Tomas Scheckter   |
| 2004   | 1   | Scott Dixon       |
| 2004   | 10  | Darren Manning    |
| 2005   | 9   | Scott Dixon       |
| 2005   | 10  | Jaques Lazier     |
| 2005   | 10  | Darren Manning    |
| 2005   | 10  | Giorgio Pantano   |
| 2006   | 9   | Scott Dixon       |
| 2006   | 10  | Dan Wheldon       |
| 2007   | 9   | Scott Dixon       |
| 2007   | 10  | Dan Wheldon       |

| Saison | Nr. | Fahrer           |
| 2008   | 9   | Scott Dixon      |
| 2008   | 10  | Dan Wheldon      |
| 2008   | 10  | Dario Franchitti |
| 2009   | 9   | Scott Dixon      |
| 2009   | 10  | Dario Franchitti |
| 2010   | 9   | Scott Dixon      |
| 2010   | 10  | Dario Franchitti |
| 2011   | 9   | Scott Dixon      |
| 2011   | 10  | Dario Franchitti |
| 2011   | 38  | Graham Rahal     |
| 2011   | 83  | Charlie Kimball  |
| 2012   | 9   | Scott Dixon      |
| 2012   | 10  | Dario Franchitti |
| 2012   | 38  | Graham Rahal     |
| 2012   | 83  | Charlie Kimball  |
| 2013   | 8   | Ryan Briscoe     |
| 2013   | 9   | Scott Dixon      |
| 2013   | 10  | Dario Franchitti |
| 2013   | 10  | Alex Tagliani    |
| 2013   | 83  | Charlie Kimball  |

| Saison | Nr. | Fahrer             |
| 2014   | 8   | Ryan Briscoe       |
| 2014   | 9   | Scott Dixon        |
| 2014   | 10  | Tony Kanaan        |
| 2014   | 83  | Charlie Kimball    |
| 2015   | 8   | Sage Karam         |
| 2015   | 8   | Sebastián Saavedra |
| 2015   | 9   | Scott Dixon        |
| 2015   | 10  | Tony Kanaan        |
| 2015   | 17  | Sebastián Saavedra |
| 2015   | 83  | Charlie Kimball    |
| 2016   | 8   | Max Chilton        |
| 2016   | 9   | Scott Dixon        |
| 2016   | 10  | Tony Kanaan        |
| 2016   | 42  | Charlie Kimball    |
| 2016   | 83  | Charlie Kimball    |
| 2017   | 8   | Max Chilton        |
| 2017   | 9   | Scott Dixon        |
| 2017   | 10  | Tony Kanaan        |
| 2017   | 83  | Charlie Kimball    |
| 2018   | 9   | Scott Dixon        |
| 2018   | 10  | Ed Jones           |
| 2019   | 9   | Scott Dixon        |
| 2019   | 10  | Felix Rosenqvist   |
| 2020   | 8   | Marcus Ericsson    |
| 2020   | 9   | Scott Dixon        |
| 2020   | 10  | Felix Rosenqvist   |
| 2021   | 8   | Marcus Ericsson    |
| 2021   | 9   | Scott Dixon        |
| 2021   | 10  | Alex Palou         |
| 2021   | 48  | Jimmie Johnson     |
| 2021   | 48  | Tony Kanaan        |

## NASCAR

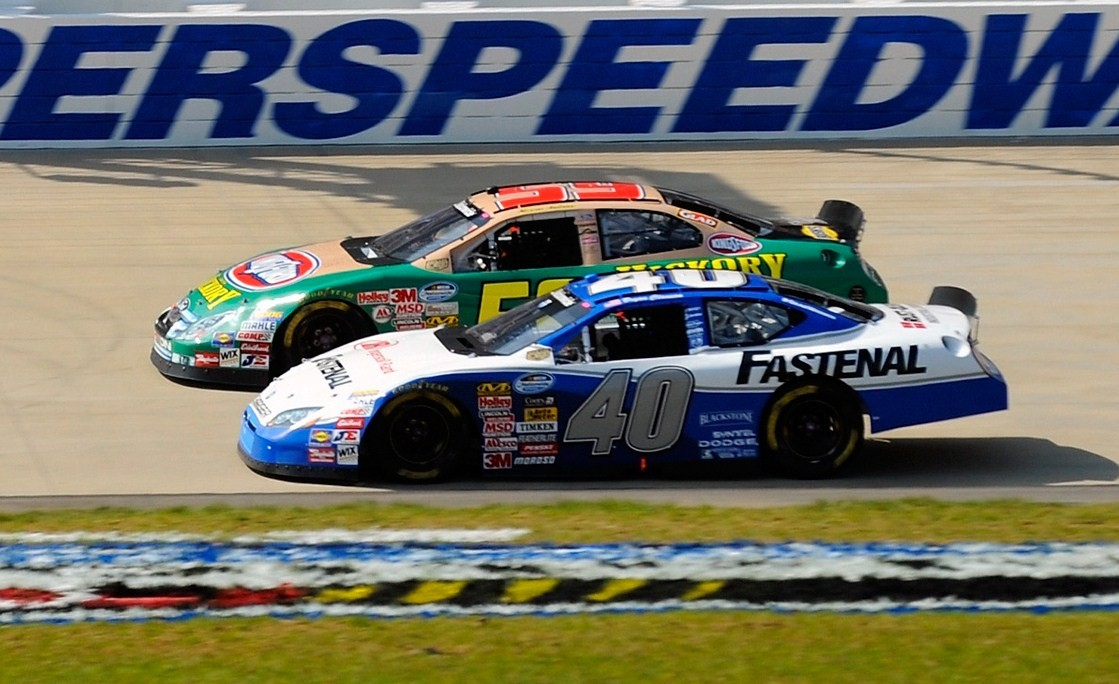
Dario Franchitti im Nationwide Wagen #40 in Nashville (2008)

Die NASCAR-Sparte von Chip Ganassi Racing wurde zur NASCAR-Sprint-Cup-Saison 2009 mit Dale Earnhardt, Inc. zu Earnhardt Ganassi Racing zusammengelegt.

## Grand-Am
In der Grand-Am-Serie setzt Ganassi einen Riley-Lexus mit Scott Pruett und Luis Diaz ein. Mit einem zweiten Wagen und den IRL-Fahrern Dan Wheldon und Scott Dixon sowie dem NASCAR-Piloten Casey Mears gewann Ganassi Racing 2006 die 24 Stunden von Daytona. Diesen Erfolg konnte das Team in den Folgejahren 2007 und 2008 wiederholen.

## Erfolge
| Saison | Fahrer             | Siege |
| 1996   | Jimmy Vasser       | 3     |
| 1997   | Alessandro Zanardi | 5     |
| 1998   | Alessandro Zanardi | 7     |
| 1999   | Juan Pablo Montoya | 6     |

| Saison | Fahrer           | Siege |
| 2003   | Scott Dixon      | 3     |
| 2008   | Scott Dixon      | 6     |
| 2009   | Dario Franchitti | 5     |
| 2010   | Dario Franchitti | 3     |
| 2011   | Dario Franchitti | 4     |
| 2013   | Scott Dixon      | 4     |
| 2015   | Scott Dixon      | 3     |
| 2018   | Scott Dixon      | 3     |
| 2020   | Scott Dixon      | 4     |

| Saison | Fahrer             | Startplatz |
| 2000   | Juan Pablo Montoya | 2          |
| 2008   | Scott Dixon        | 1          |
| 2010   | Dario Franchitti   | 3          |
| 2012   | Dario Franchitti   | 16         |

| Saison | Fahrer          | Startplatz |
| 2010   | Jamie McMurray* | 13         |

| Saison | Fahrer                                                            |
| 2006   | Scott Dixon / Dan Wheldon / Casey Mears                           |
| 2007   | Juan Pablo Montoya / Scott Pruett / Salvador Durán                |
| 2008   | Juan Pablo Montoya / Dario Franchitti / Scott Pruett / Memo Rojas |
| 2011   | Joey Hand / Graham Rahal / Scott Pruett / Memo Rojas              |
| 2013   | Juan Pablo Montoya / Charlie Kimball / Scott Pruett / Memo Rojas  |
| 2015   | Scott Dixon / Tony Kanaan / Kyle Larson / Jamie McMurray          |

*als Earnhardt Ganassi Racing